# Чанд, Дхиан

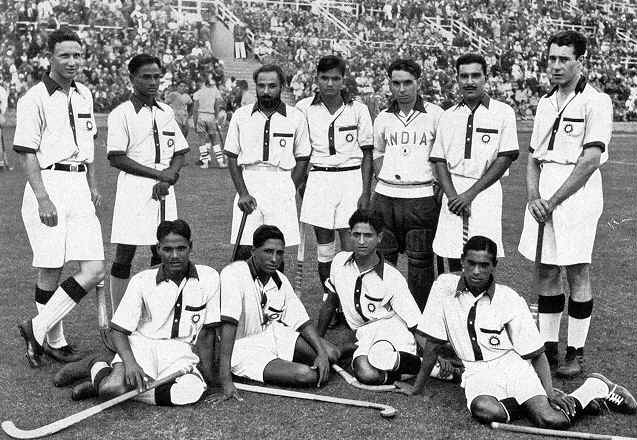
Мужская сборная Индии по хоккею на траве. Берлин 1936 г. Дхиан Чанд стоит вторым слева

Дхиан Чанд Баис (англ. Dhyan Chand Bais; 28 августа 1905, Аллахабад — 3 декабря 1979, Дели) — индийский хоккеист на траве, центральный нападающий. Трёхкратный олимпийский чемпион 1928, 1932 и 1936 годов.

## Биография
Дхиан Чанд родился 28 августа (по некоторым данным, 29 августа) 1905 года в индийском городе Аллахабад (сейчас Праяградж).
Играть в хоккей на траве научился у английских офицеров. В 1922 году впервые сыграл в армейском турнире. Выступал за команды Соединённых провинций, Индийской армии, «Джханси Хироз».
Учился в Алигархском мусульманском университете.
Дебютировал в составе сборной Индии в 1926 году в турне по Австралии и Новой Зеландии.
В 1928 году вошёл в состав сборной Индии по хоккею на траве на летних Олимпийских играх в Амстердаме и завоевал золотую медаль. Играл на позиции нападающего, провёл 5 матчей, забил 15 мячей (по четыре в ворота сборных Швейцарии, Дании и Австрии, два — Нидерландам, один — Бельгии). Был лучшим снайпером турнира.
В 1932 году вошёл в состав сборной Индии по хоккею на траве на летних Олимпийских играх в Лос-Анджелесе и завоевал золотую медаль. Играл на позиции нападающего, провёл 2 матча, забил 12 мячей (восемь в ворота сборной США, четыре — Японии).
В 1936 году вошёл в состав сборной Индии по хоккею на траве на летних Олимпийских играх в Берлине и завоевал золотую медаль. Играл на позиции нападающего, провёл 5 матчей, забил 13 мячей (по четыре в ворота сборных Японии и Франции, три — Германии, два — США).
Распространена легенда о том, что, после того как индийцы в финале разгромили сборную Германии (8:1), а Чанд забил 3 мяча, Адольф Гитлер предложил ему выступать за сборную Германии. Однако хоккеист отказался, заявив, что не хочет оставлять Родину. Тем не менее ни один современный официальный источник не подтверждает факта этой встречи.
Чанд мог сыграть и на летних Олимпийских играх 1948 года, поскольку оставался одним из лучших индийских хоккеистов, но отказался от участия. Завершил игровую карьеру в 1951 году.
На трёх Олимпийских играх провёл 12 матчей и забил 40 мячей (в среднем 3,33 мяча за игру). Рекорд результативности в одном матче на Играх по-прежнему принадлежат Чанду: он забил 8 мячей 11 августа 1932 года в ворота сборной США (24:1).
Чанд — один из семи индийских хоккеистов, которые трижды выигрывали олимпийское золото (наряду с Ричардом Алленом, Ранганатханом Фрэнсисом, Балбиром Сингхом, Лесли Клаудиусом, Рандхиром Сингхом Джентлом, Удхамом Сингхом).
В 1926—1948 годах забил 570 мячей. Считается одним из лучших игроков в истории хоккея на траве. За свой превосходный контроль мяча получил прозвище Волшебник.
В 1956 году вышел в отставку с военной службы в звании майора. В 60-е годы преподавал в Национальном институте спорта в Патиале.
Последние дни жизни провёл в забвении и бедности.
Умер 3 декабря 1979 года в индийском городе Дели в больнице для бедняков от рака кишечника.

## Семья
Младший брат Руп Сингх (1908—1977) — двукратный олимпийский чемпион по хоккею на траве, играл вместе с Чандом в составе сборной Индии на Олимпиадах 1932 и 1936 годов.
Сын Ашок Кумар (род. 1950) завоевал бронзовую медаль на летних Олимпийских играх 1972 года в Мюнхене.

## Память
29 августа в Индии отмечают Национальный день спорта, установленный в честь дня рождения Чанда.
Именем Дхиана Чанда назван Национальный стадион для игры в хоккей на траве на проспекте Раджпатх в центре Нью-Дели. Он был построен в 1933 году и реконструирован в 2010 году. Вмещает 16 200 зрителей. У входа на стадион установлен памятник Чанду в хоккейной форме и с клюшкой.
Общежитие в Алигархском мусульманском университете названо в его честь.
Ещё один памятник Чанду, также запечатлевший его в экипировке и с клюшкой, установлен на горе Сипри в Джханси.
В 1980 году Индия выпустила почтовую марку с портретом Чанда.
В 2012 году в Лондоне на период проведения летних Олимпийских игр одна из станций была переименована в честь Клаудиуса на специальной «Олимпийской карте легенд». Он был одним из шести знаменитых хоккеистов, которых удостоили такой чести, и одним из троих индийцев наряду с Лесли Клаудиусом и Рупом Сингхом.
В 2018 году в Индии вышел художественный фильм «Золото» по мотивам выступления сборной Индии по хоккею на траве на Олимпиаде в Лондоне. Дхиан Чанд стал прототипом хоккеиста Самрата, роль которого сыграл Кунал Капур.
С 2021 года главная спортивная награда Индии, прежде носившая название «Раджив Ганди Кхел Ратна», называется «Майор Дхиан Чанд Кхел Ратна».